# Sydney Football Stadium (2022)
O Sydney Football Stadium, conhecido comercialmente como Allianz Stadium, é um estádio de futebol em Moore Park, Sydney, Austrália. Foi construído para substituir o antigo Sydney Football Stadium e foi inaugurado oficialmente em 28 de agosto de 2022. Os principais inquilinos do campo são o Sydney Roosters e o South Sydney Rabbitohs da National Rugby League, o New South Wales Waratahs do Super Rugby e o Sydney FC da A-League Men. Ele foi usado como um dos locais para a Copa do Mundo de Futebol Feminino de 2023, Copa do Mundo de Rugby de 2027 e será uma das subsedes para os Jogos Olímpicos de Verão de 2032, recebendo jogos de futebol.

## História
Em outubro de 2018, os planos para o novo estádio para substituir o antigo Sydney Football Stadium foram divulgados pelo governo de New South Wales. Em dezembro de 2018, a construtorra Lendlease foi nomeado para construir o estádio. A construção foi inicialmente programada para começar em 2019 com uma data de conclusão no início de 2022. Em julho de 2019, a parte de construção do contrato Lendlease foi cancelada pelo governo com John Holland e Multiplex selecionados para licitar o contrato. Em dezembro de 2019, John Holland recebeu um contrato de construção de $735 milhões, representando um aumento de $ 99 milhões no orçamento original para demolição e construção. O estádio foi concluído e inaugurado em 28 de agosto de 2022. O custo total de construção deste estádio foi de A$828 milhões. Guy Sebastian se apresentou na noite de abertura em 28 de agosto de 2022, após um dia aberto à comunidade gratuita. O cantor e compositor vencedor do Grammy aclamado pela crítica, Bruno Mars, realizou 2 shows exclusivos em 14 e 15 de outubro de 2022. O ícone pop e cantor e compositor vencedor do Grammy Sir Elton John realizou dois shows históricos em sua turnê de despedida global Farewell Yellow Brick Road no Allianz Stadium em 17 e 18 de janeiro de 2023.

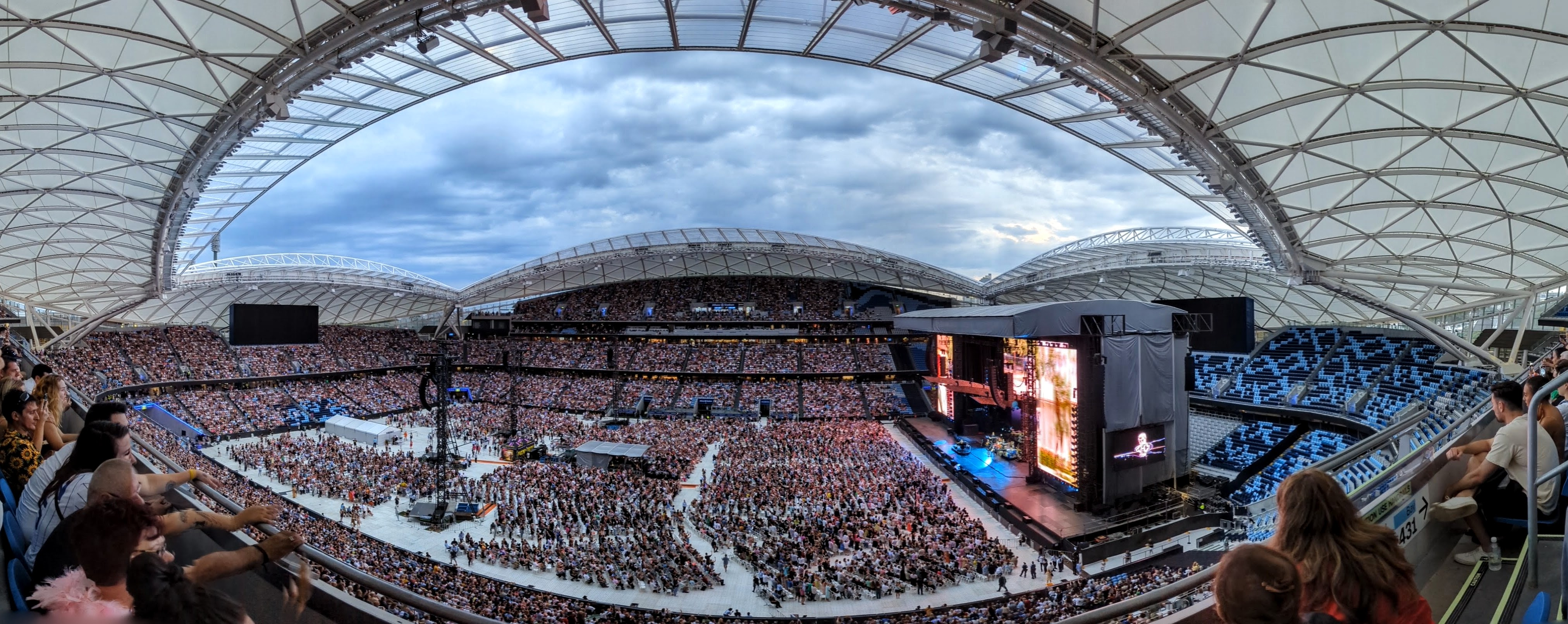
Elton John se apresentando em sua turnê de despedida no Allianz Stadium, 18 de janeiro de 2023

## Construção

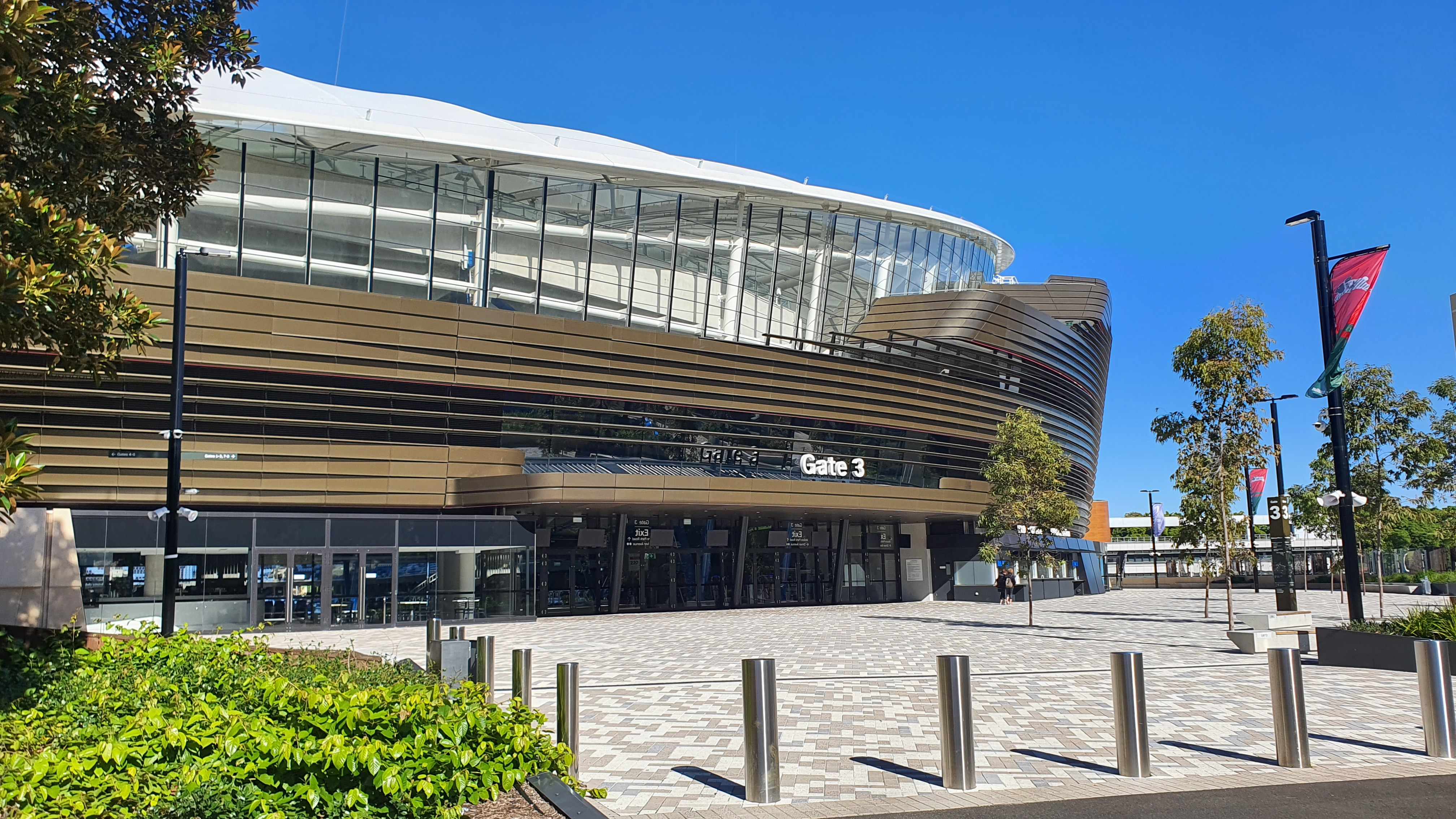
Portão 3 do Allianz Stadium

A demolição do estádio anterior começou em 8 de março de 2019. A oposição de grupos de interesse locais fez com que eles tentassem impedir ou retardar a demolição por meio de uma ação legal antes das eleições estaduais de 2019 em Nova Gales do Sul . Após um curto atraso ordenado pelo tribunal pouco antes da eleição, o governo existente foi devolvido e a demolição do antigo estádio continuou até a conclusão em 18 de dezembro de 2019 a um custo de $ 40 milhões.
A construção do estádio começou em 15 de abril de 2020 pelo gigante da construção John Holland Group, com grandes trabalhos de estacas e escavações começando no mês seguinte. No final de 2020, o trabalho na estrutura havia começado em todos os quatro lados do novo local, que incluía os principais núcleos de elevação e trabalhos de colocação de pré-moldados que comporiam a área principal de assentos. Em seguida, os principais empreiteiros de cofragem começaram a permitir que as lajes fossem vazadas para as principais áreas traseiras da casa. As primeiras cadeiras foram instaladas em 27 de outubro de 2021.

## Instalações adicionais e adesão
Colocado com o estádio, mas construído sob um contrato separado, está o Sporting Club de Sydney. Este é um ginásio e centro de bem-estar premium, incluindo ginásios, campos de squash, piscinas, sauna e spas.
Estão disponíveis várias associações que fornecem acesso ao SCG, Allianz Stadium e às instalações de fitness e estilo de vida. Os membros do SCG não têm acesso ao Allianz Stadium nem às instalações de fitness e estilo de vida.
Os membros têm acesso a assentos, bares e restaurantes dedicados dentro do estádio.
Vários clubes de inquilinos também oferecem assinatura para seus jogos em casa no estádio. Esses assentos são geralmente em áreas públicas que não sejam associações ao Tunnel e Clubhouse oferecidas pelo Sydney FC.

## Questões políticas e contratuais
A demolição e reconstrução do estádio foi uma questão política importante para as eleições estaduais de New South Wales em 2019 . O jornalista de Sydney, Peter FitzSimons, publicou artigos se opondo à construção. O Partido Trabalhista estadual, que estava na oposição, optou por se opor à reconstrução como política oficial. A eleição foi vencida pelo governo em exercício e a reconstrução do Sydney Football Stadium continuou após a eleição.
Em dezembro de 2018, a Lendlease foi anunciada como a licitante vencedora para realizar as obras de demolição e construção. Na época, o então Ministro do Esporte Stuart Ayres MP foi questionado sobre como o contrato de construção poderia ser concedido, porque o consentimento de desenvolvimento não havia sido obtido para o estágio dois.
Em 26 de julho de 2019, John Sidoti, então Ministro do Esporte, Multiculturalismo, Idosos e Veteranos, anunciou que Lendlease não construiria o novo estádio porque não conseguiu concluir o projeto de $ 729 milhões dentro do orçamento. Nesta fase, a demolição estava quase completa e parecia que o contrato original era uma opção de preço fixo para a fase de construção. John Holland assumiu o projeto depois que Lendlease se recusou a continuar.

## Edifício Rugby Australia
A sede da Rugby Australia está localizada na extremidade norte do recinto do estádio, no Rugby Australia Building. Também detém os escritórios dos Wallabies, Wallaroos e da equipe nacional feminina de rúgbi de sete da Austrália. O edifício é operado em parceria com a Universidade de Tecnologia de Sydney.

## Liga de Rugby Central
A sede da National Rugby League, Rugby League Central, fica no recinto do estádio. Isso inclui o moderno centro oficial de televisão 'NRL Bunker'.

## Recordes de multidão
Atualizado em 14 de novembro de 2022 
| Encontro               | time da casa                       | Oponente                            | figura da multidão |
| ---------------------- | ---------------------------------- | ----------------------------------- | ------------------ |
| 2 de setembro de 2022  | Sydney Roosters                    | South Sydney Rabbitohs              | 41.906             |
| 11 de setembro de 2022 | Sydney Roosters                    | South Sydney Rabbitohs              | 39.816             |
| 17 de setembro de 2022 | Cronulla Sharks                    | South Sydney Rabbitohs              | 39.733             |
| 3 de setembro de 2022  | Seleção Australiana de Rugby Union | Seleção Sul-Africana de Rugby Union | 38.292             |
| 12 de novembro de 2022 | Sidney FC                          | Western Sydney Wanderers FC         | 34.232             |
| 6 de setembro de 2022  | Austrália                          | Canadá                              | 26.997             |
| 8 de outubro de 2022   | Sidney FC                          | Melbourne Victory FC                | 21.840             |
| 23 de outubro de 2022  | Sidney FC                          | Adelaide United FC                  | 16.623             |

## Rivalidade da cidade natal
A vantagem de jogar em casa é o assunto mais recente de dois grandes rivais do NRL, com ambos reivindicando o uso do Alliaz Stadium como seu estádio. O atual time da casa é o Sydney Roosters, no entanto, o NRL está atualmente tentando mover o South Sydney Rabbitohs de volta para sua antiga casa em Moore Park. Tradicionalmente, este campo era considerado sua casa original, tendo jogado lá de 1908 a 1948, antes de se mudar para Redfern Oval. South Sydney deixou o Redfern Oval e voltou ao estádio em meados da década de 1980, permanecendo até 2005, quando partiu para o Sydney Olympic Park. South Sydney assinou um contrato de um ano para permanecer no Accor Stadium para a temporada 2023 da NRL, após a qual é amplamente esperado que o clube se mude para o Allianz.